# Futbol'nyj Klub Dynamo Kyïv 2002-2003
Questa voce raccoglie le informazioni riguardanti il Futbol'nyj Klub Dynamo Kyïv nelle competizioni ufficiali della stagione 2002-2003. 

## Stagione
La Dinamo Kiev, allenata da Oleksij Mychajlyčenko, concluse la stagione vincendo il suo decimo campionato ucraino. Il club si aggiudicò anche la sua sesta Coppa di Ucraina, battendo in finale per 2-1 lo Šachtar campione in carica. In Champions League il cammino degli ucraini si fermò già alla prima fase a gironi, ma con 7 punti totalizzati ottenne il passaggio in Coppa UEFA. All'esordio nei sedicesimi di finale la squadra di Mychajlyčenko fu eliminata dai turchi del Beşiktaş nel doppio confronto.

## Rosa
| N. |                        | Ruolo | Calciatore            |
| -- | ---------------------- | ----- | --------------------- |
| 1  | Ucraina (bandiera)     | P     | Oleksandr Šovkovs'kyj |
| 2  | Bielorussia (bandiera) | C     | Aljaksandr Chackevič  |
| 4  | Ucraina (bandiera)     | D     | Oleksandr Holovko     |
| 5  | Ucraina (bandiera)     | D     | Vladyslav Vaščuk      |
| 6  | Ucraina (bandiera)     | D     | Jurij Dmytrulin       |
| 7  | Ucraina (bandiera)     | A     | Oleksandr Melaščenko  |
| 8  | Bielorussia (bandiera) | C     | Valjancin Bjal'kevič  |
| 9  | Marocco (bandiera)     | D     | Badr El Kaddouri      |
| 10 | Romania (bandiera)     | C     | Florin Cernat         |
| 11 | Bulgaria (bandiera)    | A     | Georgi Peev           |
| 12 | Ucraina (bandiera)     | P     | Vitalij Reva          |
| 14 | Ucraina (bandiera)     | C     | Andrij Husin          |
| 15 | Brasile (bandiera)     | C     | Diogo Rincón          |

| N. |                                | Ruolo | Calciatore       |
| -- | ------------------------------ | ----- | ---------------- |
| 16 | Uzbekistan (bandiera)          | A     | Maksim Shatskix  |
| 17 | Romania (bandiera)             | C     | Tiberiu Ghioane  |
| 18 | Ucraina (bandiera)             | D     | Vasyl' Kardaš    |
| 19 | Brasile (bandiera)             | A     | Leandro Machado  |
| 22 | Ungheria (bandiera)            | D     | László Bodnár    |
| 25 | Ucraina (bandiera)             | A     | Arcëm Mileŭski   |
| 26 | Ucraina (bandiera)             | D     | Andrij Nesmačnyj |
| 32 | Serbia e Montenegro (bandiera) | D     | Goran Gavrančić  |
| 33 | Ucraina (bandiera)             | C     | Oleksandr Alijev |
| 36 | Croazia (bandiera)             | C     | Jerko Leko       |
| 3  | Ucraina (bandiera)             | D     | Serhij Fedorov   |
| 21 | Nigeria (bandiera)             | A     | Lucky Idahor     |

## Statistiche

### Statistiche di squadra
| Competizione     | Punti | Totale | Totale | Totale | Totale | Totale | Totale | DR  |
| Competizione     | Punti | G      | V      | N      | P      | Gf     | Gs     | DR  |
| ---------------- | ----- | ------ | ------ | ------ | ------ | ------ | ------ | --- |
| Vyšča Liha       | 73    | 30     | 23     | 4      | 3      | 66     | 20     | +46 |
| Coppa d'Ucraina  | -     | 7      | 7      | 0      | 0      | 21     | 2      | +19 |
| Champions League | 7     | 10     | 5      | 2      | 3      | 14     | 11     | +3  |
| Coppa UEFA       | -     | 2      | 0      | 1      | 1      | 1      | 3      | -2  |
| Totale           | -     | 49     | 35     | 7      | 7      | 102    | 36     | +66 |